# Гиофила завёрнутая
Гиофила завернутая, или Гиофила вогнутая (лат. Hyophila involuta) — вид мхов рода Гиофила (Hyophila) семейства Поттиевые (Pottiaceae).

## Общие сведения
Стебель прямостоячий, разветвленный, равномерно-облиственный. Листья сухие, согнутые, до 2,5 мм длиной, продолговато-ланцетовидные, заостренные, с завернутами внутрь зубчатами краями, вследствие чего гиофиле было дано её видовое название.

## Экология
Является кальцеофилом, обитает на гумусированных участках на известковых скалах, на высоте до 500 метрах над уровнем моря. Образует рыхлые дерновинки. Размножается только вегетативно с помощью особых выводковых телец.

## Охранный статус
Редкий вид с дизъюнктивным ареалом. Внесён в Красные книги России и Приморского края.